# Curie (1912)
Curie (Q87) – okręt podwodny z okresu I wojny światowej, służący początkowo w Marine nationale, a w latach 1915–1918 w austro-węgierskiej Kaiserliche und Königliche Kriegsmarine jako SM U-14. Po zakończeniu działań wojennych, w 1919 roku powrócił pod francuską banderę i do nazwy „Curie”.
Budowany w latach 1911–1914 jako jeden z szesnastu francuskich okrętów podwodnych typu Brumaire, wszedł do służby w marynarce francuskiej niedługo przed rozpoczęciem działań wojennych. 20 grudnia 1914 roku został ostrzelany i zatopiony przez austro-węgierską artylerię podczas forsowania wejścia do bazy morskiej w Poli. Po wydobyciu i wyremontowaniu został przejęty przez zdobywców jako U-14, będąc największym okrętem podwodnym pod banderą cesarsko-królewskiej marynarki.
Dowodzony przez austriackiego asa broni podwodnej, Georga von Trappa, odniósł duże sukcesy w działaniach na Morzu Śródziemnym, zatapiając 11 statków przeciwnika. W czasie wojennej służby był dwukrotnie poddawany modernizacjom i przezbrajany. Po zakończeniu wojny powrócił pod banderę francuską i do swojej pierwotnej nazwy. Wycofany z linii w 1928 roku, został zezłomowany w roku następnym.

## Budowa i opis konstrukcji
„Curie” był jednym z 16 okrętów podwodnych typu Brumaire, zaprojektowanego przez Maxima Laubeufa i autoryzowanego w programie rozbudowy floty na rok 1906. Budowany w Arsenale Marynarki w Tulonie, został zwodowany 18 lipca 1912 roku. Prace wykończeniowe trwały do pierwszych miesięcy 1914 roku. Otrzymał nazwę na cześć Pierre’a i Marii Curie oraz numer taktyczny Q 87.
„Curie” był dwukadłubowym okrętem podwodnym długości całkowitej 52,15 m, szerokości 5,42 m i zanurzeniu w położeniu nawodnym 3,13 m, wyporności nawodnej 397 ton a podwodnej 551 ton (wymiary i dane taktyczno-techniczne okrętu podawane przez poszczególne źródła różnią się nieznacznie). Załogę stanowiło, według różnych źródeł, od 18 przez 26, 28 do 29 osób. Napęd stanowiły dwa czterosuwowe, sześciocylindrowe silniki wysokoprężne o łącznej mocy 840 KM (lub 480 KM) oraz dwa silniki elektryczne o łącznej mocy 660 KM (lub 560 KM), nadające jednostce prędkość maksymalną 12,2 węzła na powierzchni oraz 8,5 węzła w zanurzeniu. Zasięg maksymalny wynosił 1700 mil morskich przy prędkości ekonomicznej 10 węzłów na powierzchni oraz 84 mile morskie przy 5 węzłach w zanurzeniu. Dopuszczalna głębokość zanurzenia wynosiła 40 metrów.
Okręt wyposażony był w siedem wyrzutni torpedowych kal. 450 mm: jedną stałą na dziobie, cztery obrotowe systemu Drzewieckiego usytuowane parami na śródokręciu oraz dwie stałe, zainstalowane przed niewielkim kioskiem, odchylone na zewnątrz od osi symetrii kadłuba o 6,5°. Całkowity zapas torped modelu 1904 wynosił osiem sztuk. W pierwotnej konfiguracji nie posiadał uzbrojenia artyleryjskiego.

## Służba w Marine nationale
Zgodnie z porozumieniem francusko-brytyjskim, głównym obszarem działalności marynarki francuskiej w konflikcie z państwami centralnymi było Morze Śródziemne z przyległymi akwenami. Tam też skoncentrowana była większość francuskich okrętów, w tym podwodnych. Ich podstawowym zadaniem miała być blokada jednostek K.u.K. Marine na Adriatyku. Aby umożliwić okrętom o niewielkim promieniu działania operowanie na tych wodach, Francuzi założyli najpierw tymczasową bazę na Korfu, przeniesioną następnie, po interwencjach dyplomatycznych, w okolice Navarino. 29 listopada 1914 roku francuski okręt podwodny „Cugnot” wdarł się do austriackiej bazy w Zatoce Kotorskiej. Zachęceni powodzeniem akcji, Francuzi rozpoczęli przygotowania do próby infiltracji najważniejszej bazy przeciwnika w regionie: Puli. Wybór okrętu padł na „Curie”, dowodzony przez półkrwi Irlandczyka, porucznika Johna O’Byrne’a. Stacjonująca od sierpnia na Malcie jednostka przepłynęła do zatoki Plateali w pobliżu Navarino, skąd miała rozpocząć swój rejs bojowy.
Rankiem 17 grudnia 1914 roku „Curie” wypłynął z Plateali na holu krążownika pancernego „Jules Michelet” i w eskorcie drugiego krążownika „Jules Ferry”. Po południu tego dnia „Jules Ferry” przechwycił w morzu włoski parowiec „Reno”, płynący do Spalato. Pomimo neutralności Włoch, został on obsadzony załogą pryzową i odprowadzony do bazy. 18 grudnia rano, na wysokości wyspy Pelagosa, w odległości niemal 200 mil morskich od Poli, hol został zwolniony i „Curie” rozpoczął samodzielną akcję. Płynąc w położeniu nawodnym dotarł przed nocą w rejon półwyspu Istria, dalej posuwał się w półzanurzeniu. Kolejny dzień porucznik O’Byrne spędził na obserwacji ruchów jednostek przeciwnika, usiłując rozpoznać położenie sieci zagrodowych u wejścia do bazy. Akcję rozpoczęto około 3.00 w nocy z 19 na 20 grudnia.
Pierwszą sieć udało się pokonać w zanurzeniu, jednak zaraz potem okręt znajdujący się na głębokości peryskopowej wpadł w drugą zagrodę i nie był w stanie uwolnić się samodzielnie. Liny nawinięte na wały napędowe unieruchomiły śruby, a próba ich wyplątania zakończyła się spaleniem silników elektrycznych. Załodze kończył się zapas powietrza, w dodatku podczas przechyłu z akumulatorów wylał się kwas, co spowodowało wydzielanie się trującego chloru. Około 17.00 „Curie” wynurzył się na powierzchnię i marynarze zaczęli opuszczać swoją jednostkę. Zaalarmowani Austriacy wysłali w to miejsce kanonierkę torpedową „Magnet”, torpedowiec Tb 63T oraz kilka mniejszych jednostek, które wraz z bateriami nadbrzeżnymi otworzyły ogień. Jego skutkiem była śmierć trzech (według innego źródła dwóch) spośród 26 członków załogi, w tym drugiego oficera, porucznika Pierre’a Chailleya oraz rany u czterech kolejnych, w tym O’Byrne’a. W wyniku uszkodzeń i otwarcia zaworów dennych przez załogę, okręt zatonął na głębokości niemal 40 metrów.
Francuzi zostali wzięci do niewoli. Ranny dowódca był traktowany honorowo, zezwolono na odwiedzenie go w szpitalu przez żonę, a później, wobec pogarszającego się stanu zdrowia zwolniono, odsyłając przez Szwajcarię do Francji. Zmarł tam w 1917 roku. Jego nazwiskiem oraz nazwiskiem poległego oficera nazwano dwa francuskie okręty podwodne okresu międzywojennego.

## Wydobycie i przebudowa
W momencie rozpoczęcia działań wojennych K.u.K. Marine dysponowała zaledwie sześcioma okrętami podwodnymi o niewielkiej wartości bojowej. Pięć kolejnych (U-7 do U-11) było budowanych w stoczni Germaniawerft w Kilonii, ale wobec niemożności dostarczenia ich na Adriatyk, zostały sprzedane Niemcom. Aby uzupełnić stan floty, 21 sierpnia 1914 roku nabyto okręt projektu Hollanda, zbudowany jako prywatne przedsięwzięcie stoczni Whiteheada w Fiume, nadając mu oznaczenie U-12. 31 stycznia (według innych źródeł 2 lutego) podniesiono wrak „Curie”. Ponieważ jego uszkodzenia okazały się nieznaczne, podjęto decyzję o remoncie i przejęciu okrętu dla wzmocnienia własnych sił. 7 lutego 1915 roku nadano mu oznaczenie U-14, rezygnując z numeru „13” ze względu na przesądność marynarzy.
Remont trwał do początku lata 1915 roku, formalne przyjęcie do służby nastąpiło 1 (według niektórych źródeł 6) czerwca. Uzbrojenie okrętu zostało wzmocnione działem pokładowym kal. 37 mm i karabinem maszynowym Schwarzlose M.7/12 kal. 8 mm. Francuskie torpedy zastąpiono austriackimi tego samego kalibru. Nowa wyporność nawodna wynosiła 407 ton, podwodna 554 tony Przez cały czas swej służby w K.u.K. Marine U-14 był jej największym okrętem podwodnym. Koszty wydobycia i remontu wyniosły około 655 tysięcy koron. Jego pierwszym austriackim dowódcą został Korvettenkapitän (odpowiednik komandora podporucznika) Otto Zeidler. U-14 był nękany przez rozmaite awarie – już pierwszy patrol bojowy musiał zostać przerwany po uszkodzeniu jednego z silników wysokoprężnych. W sierpniu okręt przeszedł dokowanie, podczas którego otrzymał nowe peryskopy produkcji Zeissa.
W październiku 1915 roku nastąpiła zmiana na stanowisku dowódcy: nowym został as podwodny K.u.K. Marine, Georg von Trapp. Nowy dowódca również zmagał się z niedostatkami konstrukcji swojej jednostki, a także jej słabościami taktycznymi – w niesprzyjających warunkach manewr zanurzenia mógł trwać nawet piętnaście minut. Po powrocie z pierwszego patrolu, podczas którego okręt odniósł kolejne uszkodzenia w sztormie, przedstawił dowództwu raport, w którym domagał się przeprowadzenia przebudowy, polegającej między innymi na zabudowaniu dużego kiosku w miejsce dotychczasowej, niewielkiej nadbudówki i platformy obserwacyjnej ponad pokładem. Na razie jednak modernizacje ograniczyły się do zastąpienia działa kal. 37 mm większym, kal. 47 mm. Na przełomie 1915 i 1916 roku dowództwo jednostki objął tymczasowo porucznik Gaston Vio. Pod żadnym z dotychczasowych dowódców, także po powrocie na pokład von Trappa, U-14 nie odniósł sukcesów bojowych. W lutym powrócił do Poli po uszkodzeniach odniesionych w czasie próby zaatakowania okrętów blokujących Cieśninę Otranto. To ostatecznie skłoniło dowództwo do skierowania go do stoczni na przebudowę, trwającą, według różnych źródeł, do listopada 1916 roku lub lutego 1917 roku. W trakcie prób odbiorczych uczestniczył w kolizji z parowcem „Primero”, co przedłużyło prace stoczniowe do kwietnia 1917 roku.
Na okręcie zabudowano nowy, duży kiosk na wzór niemieckich U-Bootów. Dotychczasowe działo zastąpiono, na wyraźne żądanie von Trappa, niemieckim kal. 88 mm, według niektórych źródeł nastąpiło także zwiększenie kalibru wyrzutni torpedowych do 533 mm. Tylna para wyrzutni obrotowych została zastąpiona stałymi. Wyporność nawodna wynosiła 425 ton, podwodna 554 tony. Zainstalowano nowe, bardziej niezawodne silniki wysokoprężne o mocy 840 KM oraz większe zbiorniki paliwa, zwiększające zasięg na powierzchni do 6500 mil morskich. Prędkość maksymalna na powierzchni wynosiła, według różnych źródeł, 12,6 lub 13,5 węzła, podwodna spadła do około 7 węzłów (według innego źródła wzrosła do 9 węzłów). Według austriackich etatów załoga liczyła 28 marynarzy.

## Sukcesy w K.u.K. Marine
W dniach 21–22 kwietnia, po osiągnięciu gotowości bojowej, U-14 pod dowództwem von Trappa przeszedł z Poli do Zatoki Kotorskiej, a 24 kwietnia rozpoczął swój pierwszy patrol bojowy po przebudowie. 28 kwietnia odniósł pierwszy sukces, topiąc brytyjski parowiec „Teakwood” (5315 BRT). Jeszcze w trakcie tego samego patrolu, 3 maja, von Trapp zatopił włoski parowiec „Antonio Sciesa” (1905 BRT).
Na kolejnym patrolu, trwającym od 26 czerwca do 13 lipca 1917 roku, zatopiony został grecki statek „Marionga Guolandris” (3191 BRT). Trzeci patrol po przebudowie, pomiędzy 20 sierpnia a 1 września, przyniósł von Trappowi największe sukcesy – pięć zatopionych statków: francuski „Constance” (2468 BRT, 23 sierpnia), brytyjskie „Kilwinning” (3071 BRT, 24 sierpnia), „Titian” (4170 BRT, 27 sierpnia) oraz „Nairn” (3627 BRT, 27 sierpnia) i włoski węglowiec „Milazzo” (11 480 BRT, 29 sierpnia). Ten ostatni był największym statkiem zatopionym w czasie wojny przez austro-węgierski okręt podwodny.
W trakcie następnego patrolu, trwającego od 15 października do 4 listopada 1917 roku, łupem załogi U-14 padły trzy kolejne brytyjskie frachtowce: „Good Hope” (3618 BRT) i „Elsiston” (2908 BRT) 19 października oraz „Euston” (2841 BRT) 24 października. Następnie okręt przeszedł z Zatoki Kotorskiej do Poli, gdzie został poddany pracom stoczniowym. W tym czasie nastąpiła także zmiana dowódcy: von Trappa zastąpił porucznik Friedrich Schlosser. W 1918 roku U-14 nie uczestniczył już w akcjach ofensywnych, prowadził jedynie defensywne patrole z baz w Poli, Spalato i Zarze. 8 czerwca nowym dowódcą został porucznik Hugo Pistel. 23 września okręt powrócił do Zatoki Kotorskiej, ale już następnego dnia został przypadkowo staranowany przez parowiec „Tergeste”, tracąc w kolizji peryskop. Po wyremontowaniu stacjonował w Durazzo i Antivari. Z ostatniego patrolu powrócił 1 listopada 1918 roku, jako jeden z dwóch ostatnich aktywnych operacyjnie okrętów K.u.K. Marine.

## Powrót do Marine nationale
W wyniku rozpadu monarchii austro-węgierskiej U-14 został, jak inne jednostki, przejęty przez przedstawicieli Królestwa Serbów, Chorwatów i Słoweńców. W trakcie okupacji przez Francuzów Zatoki Kotorskiej, w dniach 7–10 listopada objęli oni swój dawny okręt w posiadanie, jako dowód dobrej woli ze strony młodego państwa południowych Słowian. Na konferencji pokojowej w Paryżu pretensje doń zgłosili także Włosi, ale ostatecznie został przyznany pierwszym właścicielom. 7 (według innego źródła 17) lipca 1919 roku powrócił pod francuską banderę i do nazwy „Curie”. Za wojenne zasługi okręt został odznaczony Croix de Guerre.
Francuscy specjaliści wysoko ocenili charakterystyki techniczne okrętu po przebudowie dokonanej przez austro-węgierskich stoczniowców. Pozostawili „Curie” w zastanej konfiguracji, ograniczając zmiany do ustawienia działa pokładowego kal. 75 mm w miejsce niemieckiego kal. 88 mm. Jednostka pozostawała w linii do 29 marca 1928 roku, jako jeden z najdłużej służących przedstawicieli swojego typu. Po wycofaniu, „Curie” został złomowany w 1929 lub 1930 roku.